# Arthur Herbert, 1:e earl av Torrington

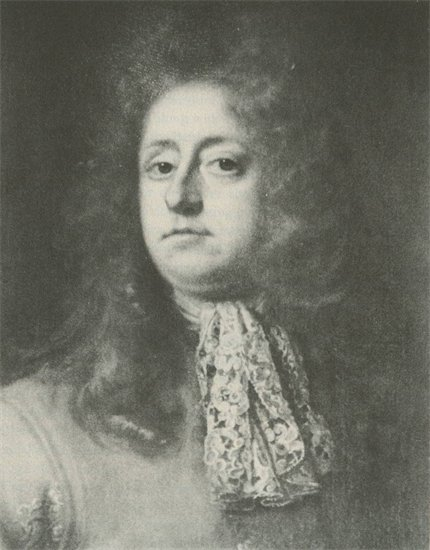
Arthur Herbert, 1:e earl av Torrington.

Arthur Herbert, 1:e earl av Torrington, född 1647, död den 13 april 1716, var en brittisk amiral, son till Edward Herbert. Lord Torrington myntade också begreppet fleet in being.
1663 ingick Herbert vid flottan och deltog med utmärkelse i många strider mot holländarna och sjörövarna i Alger, med vilka han 1682 slöt ett varaktigt fredsfördrag.
Han övergick vid 1688 års revolution tidigt till Vilhelm av Oranien, utsågs i mars 1689 av denne till förste amiralitetslord och engelska flottans överbefälhavare.
Han utkämpade den 30 juni samma år under ogynnsamma omständigheter det olyckliga sjöslaget vid Beachy Head mot en överlägsen fransk flotta. Ställd inför krigsrätt, frikändes han från ansvar för nederlaget. I framtiden användes han dock aldrig som amiral. Kort dessförinnan hade Herbert upphöjts till Earl av Torrington.